# Святой Марк (картина Халса)
«Святой Марк» (или «Святой Марк Евангелист») — картина голландского художника Франса Халса, изображающая святого Марка. Написана в 1625 году. Изначально входила в цикл изображений четырёх Евангелистов (Луки, Матфея, Марка и Иоанна), датируемый серединой 1620-х годов. Первое упоминание о картинах цикла относится к 1760 году в качестве наследства художника Герарда Хюта. 
До XVIII века полотна находились в Голландии, а затем были проданы Екатерине Великой для её формирующейся эрмитажной коллекции. В музее, однако, они находились в запасниках, так как не считались выдающимися произведениями. В 1812 году по распоряжению Александра I были переданы в Таврическую губернию и оказались в Одессе. Из-за Крымской войны цикл был разделён. В настоящее время картины с изображениями Луки и Матфея хранятся в одесском Музее западного и восточного искусства, Иоанна — в Музее Пола Гетти (Калифорния, США), а Марка — в Государственном музее изобразительных искусств им. А. С. Пушкина в Москве.

## Описание
Картина изображает Святого Марка в традиционной иконографии в виде седовласого старца в грубом плаще, опирающегося на книгу написанного им жизнеописания Христа. Из-за его плеча показывается голова льва — непременный атрибут Марка. Поясной срез фигуры и небольшой размер полотна (68,5 х 52,5 см) свидетельствуют о её камерном предназначении. Пространство комнаты едва обозначено, что фокусирует внимание зрителя на лице и руках персонажа, которые резко характеризованы. Полотно выполнено маслом на холсте в тёплых тонах с преобладанием коричневого цвета, что соответствует колористической гамме живописи эпохи Золотого века нидерландского искусства. Критики отмечают, что картина написана в манере, характерной для лучших произведений художника второй половины 1620-х годов — с подчёркнуто грубым реализмом изображения.
В середине XIX века святому были пририсованы плиссированный воротник и манжеты по моде XVII века. Возможно, таким образом хотели замаскировать картину для её вывоза за границу. Искусствовед Вадим Садков обращает внимание, что эти записи не затронули лицо и руки Марка, которые сохранились в первозданном виде и «во всём блеске демонстрируют мастерство Франса Халса». В 1970-х годах во время масштабной реставрации все поздние не авторские записи были удалены (правда, в некоторых местах удаление затронуло непосредственно и авторский красочный слой картины). Специалист по живописи старых мастеров Михаил Перченко оценивал утраты оригинальной живописи в 40 %. Искусствоведы также отмечали плохую сохранность плеча и кажущуюся асимметричность лица из-за остатков старого лака. Впоследствии силами специалистов Государственного музея изобразительных искусств им. А. С. Пушкина картина была отреставрирована повторно.
В настоящее время полотно находится в хорошем экспозиционном состоянии.

## Четыре евангелиста Франса Халса
Изначально картина являлась циклом изображений четырёх Евангелистов: Луки, Матфея, Марка и Иоанна. Эти работы искусствоведами Сеймуром Слайвом и Клаусом Гриммом датируются серединой 1620-х годов.
О заказчике картин и обстоятельствах их написания ничего не известно. Возможно, полотна были написаны для католической или лютеранской церкви, хотя небольшой размер и интимный характер живописи позволяют предполагать, что они были сделаны для небольшой частной капеллы, или, возможно, для нелегальной католической церкви (schuilkerk) в Харлеме, или даже для частного дома. В Харлеме католические службы были разрешены в апреле 1581 года, но домашние капеллы были и раньше. Также возможно, что заказчик был протестантом, либо же художник написал их для себя, как это сделал Тербрюгген с аналогичным циклом, или Рембрандт с апостолами. Клаус Гримм и Сеймур Слайв соглашаются, что заказ скорее всего был частным, а не секулярным. До XVIII века полотна находились на родине в Голландии.
Данный цикл — редкий пример религиозной живописи Халса, который был великолепным портретистом и практически никогда не писал святых. До атрибуции картин искусствоведы знали о существовании его картин на религиозные темы лишь по упоминаниям (возможно, недостоверным) в некоторых старых каталогах. Сеймур Слайв подчеркнул, что «шанс найти религиозную живопись Халса был примерно такой же, как найти натюрморт работы Микеланджело».
Первое письменное упоминание цикла относится к 1760 году. После смерти художника Герарда Хюта наследники распродали его коллекцию, в которую входили четыре этих полотна. Картины приобрёл Ян Эйвер, у которого для своей эрмитажной коллекции их выкупила Екатерина Великая.
В СССР известность у широкой публики получила картина из этого цикла «Святой Лука», после того, как в 1965 году она была похищена с выставки, проводившейся в ГМИИ имени А. С. Пушкина в Москве, а затем найдена и возвращена в одесский Музей западного и восточного искусства. В 1970 году был снят детективный художественный фильм «Возвращение „Святого Луки“» (режиссёр Анатолий Бобровский), посвящённый краже и успешному возвращению полотна.

В настоящее время картины с изображениями Луки и Матфея хранятся в одесском Музее западного и восточного искусства, Иоанна — в музее Пола Гетти (Калифорния, США), а Марка — в Государственном музее изобразительных искусств им. А. С. Пушкина в Москве.

Цикл картин Франса Халса «Четыре евангелиста»
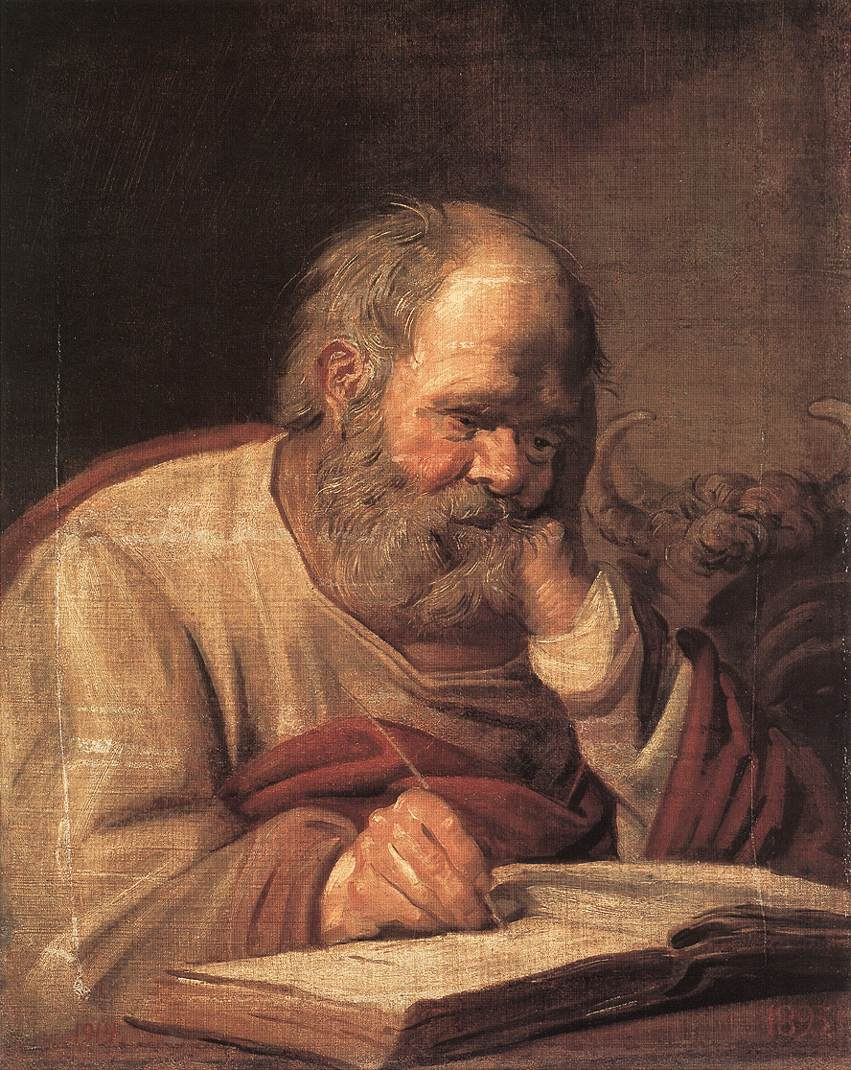
Св. Лука. 1625 год. Холст, масло, 70 х 55 см. Одесский Музей западного и восточного искусства (Украина)
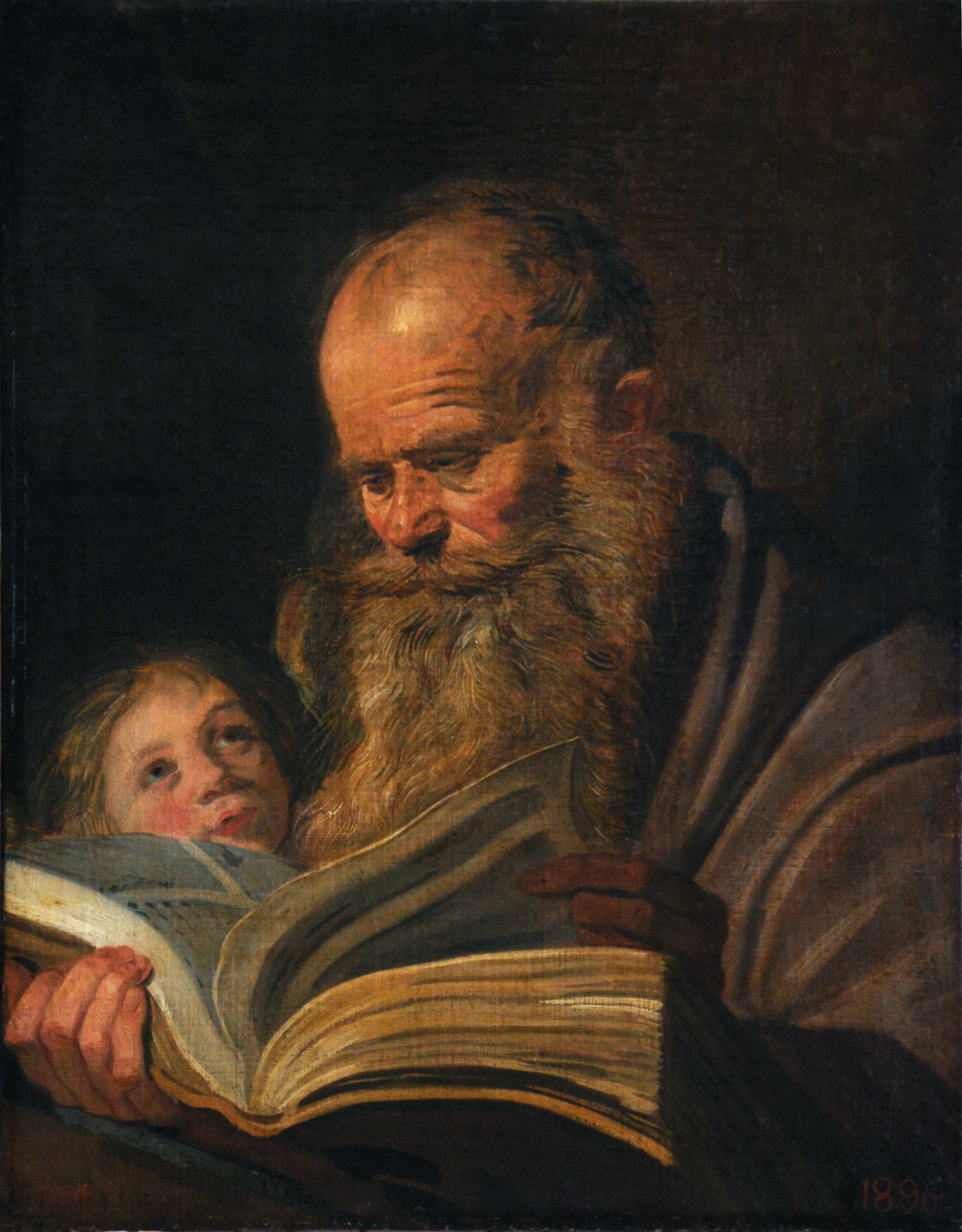
Св. Матфей. 1625 год. Холст, масло, 70 х 50 см. Одесский Музей западного и восточного искусства (Украина)
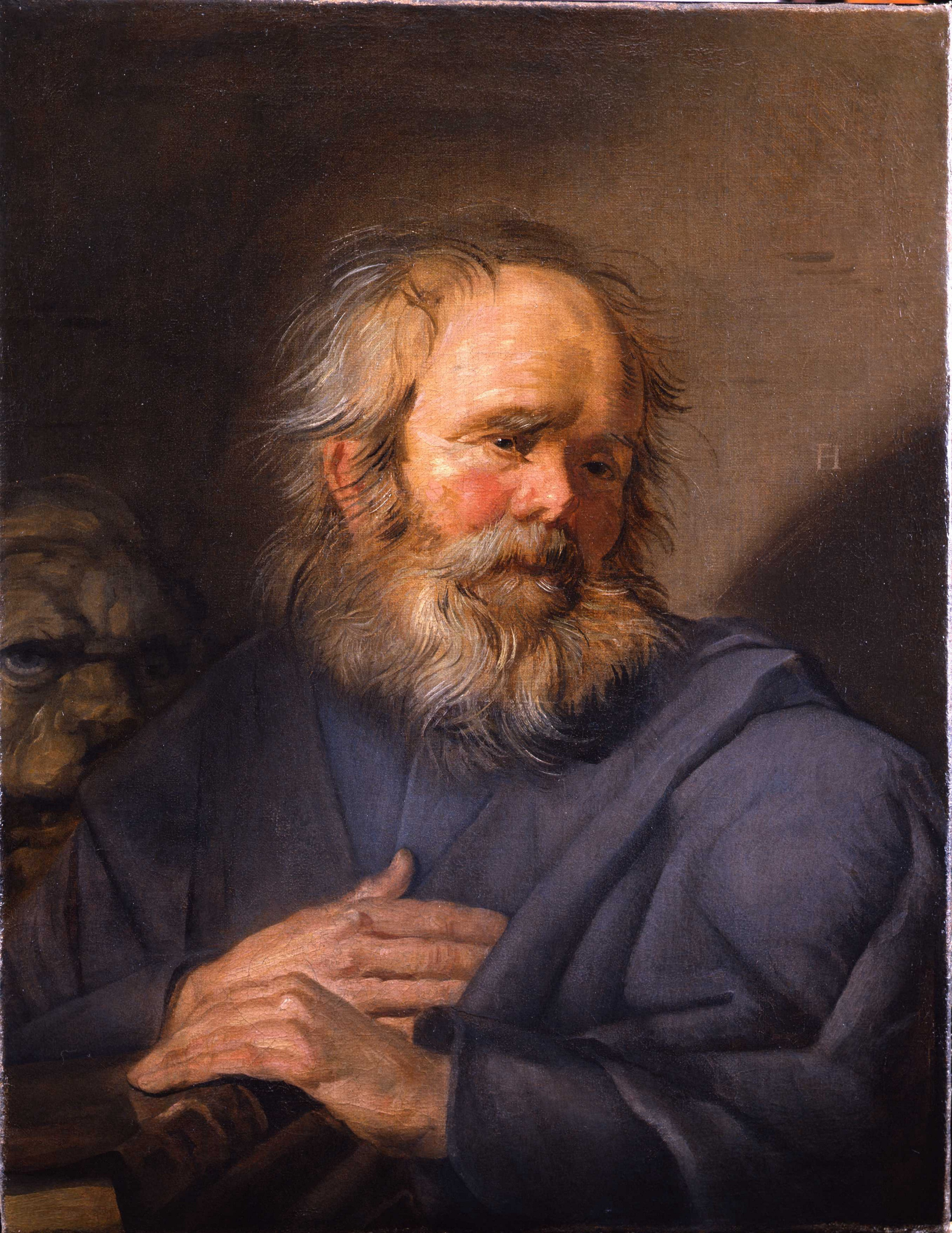
Св. Марк. 1625 год. Холст, масло, 68 х 52 см. Государственный музей изобразительных искусства им. А. С. Пушкина (Москва)
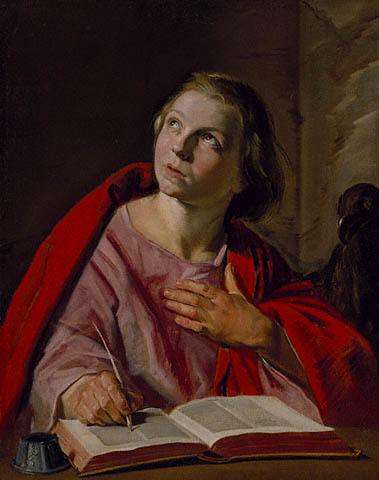
Св. Иоанн. 1625 год. Холст, масло, 68 х 52 см. Музей Пола Гетти (Калифорния, США)

## История

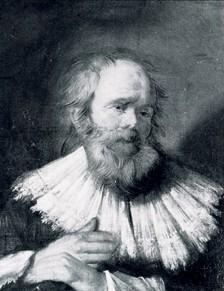
Евангелист Марк до реставрации с пририсованным кружевным воротником и манжетами, а также с закрашенной слева частью бороды

В 1771 году корабли, транспортирующие покупки Екатерины Великой для Эрмитажа, в числе которых были и «Четыре евангелиста», попали в шторм: одно из судов затонуло, второе получило пробоину и с трудом дошло до Петербурга. В Эрмитаже картины попали в запасники как «не очень выдающиеся полотна». В 1774 году они упоминаются в каталоге Эрмитажа, составленном Эрнстом Мюнихом.
В 1812 году по распоряжению Александра I картины в составе группы из 30 произведений живописи были переданы для украшения католических церквей в Таврической губернии. Так они оказались в Одессе. Эрмитаж полотна покинули 20 марта 1812 года. Во время Крымской войны (или позже) цикл был разделён; Святой Марк и Святой Иоанн были вывезены в Западную Европу. Возможно, именно в это время Марку был пририсован белый плиссированный воротник по моде XVII века (см. иллюстрацию справа). Таким способом могли замаскировать картину для её вывоза за границу.
«Святой Марк», начиная со второй половины XIX века, находился в собрании Маттиоли в Салерно, после чего судьба картины оставалась неизвестной вплоть до 1955 года, когда полотно было анонимно продано арт-дилеру Сильвео Севери (итал. Silvio Severi) в Милан. 20 октября 1972 года картина появляется на аукционе «Кристис» под названием «Портрет бородатого мужчины» кисти Луки Джордано (лот 83). К этому же времени относятся исследования немецким искусствоведом Клаусом Гриммом пигментного слоя картины, её реставрационная очистка от поздних дописок и атрибуция в пользу Франса Халса.
На аукционе «Кристис» картину купил частный коллекционер из Германии. В 2008 году её приобрели арт-дилеры Саломон Лилиан (англ. Salomon Lilian) и Конрад Бернхеймер (англ. Konrad Bernheimer). С 2009 года полотно находилось в галерее Кольнеги (англ. Colnaghi) в Лондоне, а позже в галерее Джонни ван Хафтена.
В декабре 2012 «Святой Марк» экспонировался в Москве на ярмарке «Russian Antiques and Fine Arts Fair» в Центре изящных искусств на Волхонке, где на полотно обратила внимание директор Государственного музея изобразительных искусств имени А. С. Пушкина Ирина Антонова. В сентябре 2013 полотно для ГМИИ им. А. С. Пушкина приобрёл фонд Алишера Усманова. По неофициальным данным, «Святой Марк» продавался за 5,8 млн евро (или около 7,5 млн долларов США). Передача картины в музей состоялась 21 ноября 2013 года.

## Атрибуция
В Императорском Эрмитаже картины хранились в запасниках, так как не считались «выдающимися», поэтому их передали в Таврическую губернию для украшения украинских церквей. В конце концов они оказались в Одесском музее как «работы анонимного русского художника XIX века». Возможно, невысокая оценка значимости строилась на отсутствии точной атрибуции и авторских подписей. В 1959 году специалист по старой западно-европейской живописи Ирина Линник обнаружила в фондах Одесского музея две из четырёх картин. На основе стилистического анализа и изучения архивов Эрмитажа она доказала, что оба портрета принадлежат кисти Франса Халса.
Две другие картины цикла считались утраченными, пока в 1972 году немецкий искусствовед и специалист по творчеству Халса Клаус Гримм не опубликовал холст, совпадающий по размерам и стилю исполнения с одесскими полотнами. На холсте, приобретённом незадолго в одной из частных коллекций Италии, был изображён пожилой мужчина с бородой, в одежде по моде середины XVII века. Клаус Гримм сделал несколько химических анализов красочных пигментов картины. В результате этих исследований было установлено, что все пигменты, использованные при написании картины, соответствовали технологическим рецептам живописцев XVII века. Исключение составили только пигменты с воротника и манжет. Также оказались разными и связующие: в одном случае использовалось льняное масло, в другом — яичный желток. Клаус Гримм предположил, что перед ним картина «Святой Марк» Франса Халса. В ходе последовавшей за этим реставрации картина была очищена от последующих дописок.
Четвёртая картина — «Святой Иоанн» — была выставлена на торги на аукционе "Сотбис" в 1997 году. Она была приобретена для музея Пола Гетти в Малибу (Калифорния, США), где и находится в настоящее время.

## Выставки
В 2013 году картина была передана российским предпринимателем Алишером Усмановым в дар Государственному музею изобразительных искусств имени А. С. Пушкина. Находится на постоянной экспозиции в зале № 11 «Искусство Голландии XVII века». Президент музея, искусствовед Ирина Антонова, назвала дар Усманова «событием исключительным для художественной жизни страны». Она также отметила: «Включение картины Франса Халса в экспозицию, без сомнения, поднимает собрание картинной галереи московского Музея на новый уровень». С нею согласна и директор ГМИИ Мария Лошак: «за последние 80 лет, это — самое впечатляющее поступление в коллекцию музея».
- 2008 год — Совместная выставка лондонских галерей Colnaghi Bernheimer и Salomon Lilian Old Master Painting[7][14].
- 2009 год — Ярмарка TEFAF в Маастрихте[7][14].
- 2012 год — Ярмарка «Russian Antiques and Fine Arts Fair» в Центре изящных искусств на Волхонке[19][26].
- 2013 год — «Евангелист Марк. Выставка одной картины» в ГМИИ имени А. С. Пушкина[27].